# ببغاوات العالم القديم
الفصيلة الدُّرِّيَّة (الاسم العلمي: Psittaculidae)، اسمها الشائع ببغاوات العالم القديم، هي فصيلة من الطيور ينتمي إلى رتبة الببغائيات (الاسم العلمي: Psittaciformes)، وتحتوي على:
- Platycercinae
- ببغاء النمر ، Psittacellinae
- ببغاء لورين ، Loriinae
- Agapornithinae
- بستاكوليني ، Psittaculinae